# Kōji Ezumi
Kōji Ezumi (jap. 江角 浩司 Ezumi Kōji; ur. 18 grudnia 1978) – japoński piłkarz występujący na pozycji bramkarza.

## Kariera klubowa
Od 2002 do 2016 roku występował w klubach Oita Trinita, Omiya Ardija i Kataller Toyama.